# مد و نای
مد و نای نام دومین آلبوم استودیویی رسمی گروه دنگ شو و در کل چهارمین آلبوم آنها است که در شهریور ماه سال ۱۳۹۶ منتشر شد. با اینکه آلبوم شباهت زیادی به کارهای قدیمی دنگ شو دارد اما وجود افکت‌های الکترونیکی مختلف فضای جدیدی به آلبوم داده است.

## سبک
در این آلبوم دنگ شو تا حدود زیادی به فضای کارهای قدیمی خود وفادار بوده و چه از نظر شعر و چه از نظر فضا مانند آثار پیشین آنهاست. با این وجود استفاده از افکت‌ها و سازهای الکترونیک به طرز چشمگیری بیشتر از کارهای قدیمی است.
آهنگ باد گناهکار که پیش از این منتشر شده بود در این آلبوم با تنظیمی متفاوت دوباره منتشر شد.

## رونمایی
انتشار مد و نای با افت و خیزهای مختلفی همراه بود که به همین دلیل آلبوم بعد از تاخیری طولانی منتشر شد. پیش از انتشار آلبوم، موزیک‌ویدیویی از دنگ‌شو منتشر شد که در آن آیدین آغداشلو دکلمه‌ای می‌خواند . پیش از انتشار آلبوم نیزاز ده قطعه مد و نای، پنج قطعه به صورت تک‌آهنگ منتشر شده بودند. 

## لیست آهنگ‌ها
| شماره      | نام             | مدت   |
| ---------- | --------------- | ----- |
| ۱.         | «باد گناهکار»   | ۴:۴۰  |
| ۲.         | «خطا کردم»      | ۴:۰۴  |
| ۳.         | «خطا نیست»      | ۳:۵۵  |
| ۴.         | «عطار»          | ۴:۴۲  |
| ۵.         | «چیزی»          | ۴:۲۶  |
| ۶.         | «به ش ط»        | ۵:۵۵  |
| ۷.         | «خلیج»          | ۳:۲۶  |
| ۸.         | «حباب»          | ۵:۱۴  |
| ۹.         | «خورشید می شوم» | ۴:۴۱  |
| ۱۰.        | «آخر قصه»       | ۳:۲۷  |
| مجموع مدت: | مجموع مدت:      | ۴۴:۰۵ |